# Julius W. Blackwell
Julius W. Blackwell (* um 1797 in Virginia; † unbekannt) war ein US-amerikanischer Politiker. Zwischen 1839 und 1845 vertrat er zweimal den Bundesstaat Tennessee im US-Repräsentantenhaus.

## Werdegang
Die Lebensdaten von Julius Blackwell sind weitgehend unbekannt. Er wurde um das Jahr 1797 in Virginia geboren und besuchte dort die öffentlichen Schulen. Später zog er nach Athens in Tennessee. Politisch wurde er Mitglied der Demokratischen Partei.
Bei den Kongresswahlen des Jahres 1838 wurde Blackwell im vierten Wahlbezirk von Tennessee in das US-Repräsentantenhaus in Washington, D.C. gewählt, wo er am 4. März 1839 die Nachfolge von William Stone antrat. Da er im Jahr 1840 nicht bestätigt wurde, konnte er bis zum 3. März 1841 zunächst nur eine Legislaturperiode im Kongress absolvieren. Bei den Wahlen des Jahres 1842 wurde er als Nachfolger von Joseph Lanier Williams im dritten Distrikt seines Staates erneut in das US-Repräsentantenhaus gewählt, wo er zwischen dem 4. März 1843 und dem 3. März 1845 eine weitere Amtszeit absolvieren konnte. In dieser Zeit wurde über eine mögliche Annexion der seit 1836 von Mexiko unabhängigen Republik Texas diskutiert.
Im Jahr 1844 verlor Julius Blackwell gegen John Hervey Crozier von der Whig Party. Nach seinem Ausscheiden aus dem US-Repräsentantenhaus am 3. März 1845 verliert sich seine Spur. Sein Sterbedatum und sein Sterbeort sind unbekannt.